# 경감로
경감로(Gyeonggam-ro)는 경상북도 경주시 구황동 구황교네거리와 감포읍 전촌삼거리까지 연결하는 도로이다.
과거 천군로이었으나, 2009년 12월 11일 도로명 주소 사업 이후 경감로로 지정되었다가 2015년에 토함산로 개통으로 인하여, 보불로삼거리부터 전촌삼거리까지 국도 제4호선 구간으로 해제하였다.

## 노선 경로
| 이름                                  | 접속 노선                | 소재지          | 비고            |                 |
| 알천남로와 직결                       | 알천남로와 직결          | 알천남로와 직결 | 알천남로와 직결 | 알천남로와 직결 |
| ------------------------------------- | ------------------------ | --------------- | --------------- | --------------- |
| 구황교네거리                          | 산업로                   | 월성동          | 국도 제4호선    |                 |
| 보문교삼거리                          | 보문로                   | 보덕동          | 국도 제4호선    |                 |
| (이름 없음)                           | 보정로                   | 보덕동          | 국도 제4호선    |                 |
| 천군네거리 (경주월드)                 | 보문로 천군로            | 보덕동          | 국도 제4호선    |                 |
| 엑스포삼거리 (경주세계문화엑스포공원) | 엑스포로                 | 보덕동          | 국도 제4호선    |                 |
| 보불로삼거리                          | 보불로                   | 보덕동          | 국도 제4호선    |                 |
| 덕동교 황룡교 황룡1교 황룡2교         |                          | 보덕동          |                 |                 |
| 추령터널                              |                          | 보덕동          |                 |                 |
|                                       | 문무대왕면               |                 |                 |                 |
| 추령교                                |                          |                 |                 |                 |
| 장항삼거리 (한국수력원자력)           | 불국로                   |                 |                 |                 |
| 장항교                                |                          |                 |                 |                 |
| 안동교차로                            | 국도 제4호선 (토함산로)  |                 |                 |                 |
| 안동삼거리                            | 국도 제14호선 (기림로)   | 국도 제14호선   |                 |                 |
| 안동교 와읍교                         |                          | 국도 제14호선   |                 |                 |
| 와읍교차로                            | 국도 제4호선 (토함산로)  | 국도 제14호선   |                 |                 |
| 어일삼거리                            | 국도 제14호선 (감은로)   | 국도 제14호선   |                 |                 |
| 중기교                                |                          |                 |                 |                 |
| 전촌삼거리                            | 국도 제31호선 (동해안로) | 감포읍          |                 |                 |